# Перегрьобне
Перегрьо́бне (рос. Перегрёбное) — село у складі Октябрського району Ханти-Мансійського автономного округу Тюменської області, Росія. Адміністративний центр Перегрьобинського сільського поселення.
Населення — 3176 осіб (2010, 2890 у 2002).
Національний склад станом на 2002 рік: росіяни — 70 %.

## Географія
Перегрьобне розташоване в північній частині Октябрського району, на правому, високому, березі річки Об, безпосередньо там, де річка роздвоюється на Велику і Малу Об. Вантажний і пасажирський річковий порт. Село має пасажирське сполучення річковим транспортом з Приоб'єм.

## Історія
Перша згадка про село датована 1903 роком. У той час це був перевалочний пункт. Назва села походить від дієслів «гребти», «перегрібати», що пов'язано з переправою купців, які прямували в місто Березів (нині селище міського типу — Березове), з правого берега Обі на лівий в тому місці, де зараз розташовується село. Є відомості, що раніше в цьому місці було розташоване поселення хантів — мисливців, яке називалося Кевавіт, що в перекладі з хантийської означає «Кам'яний мис».

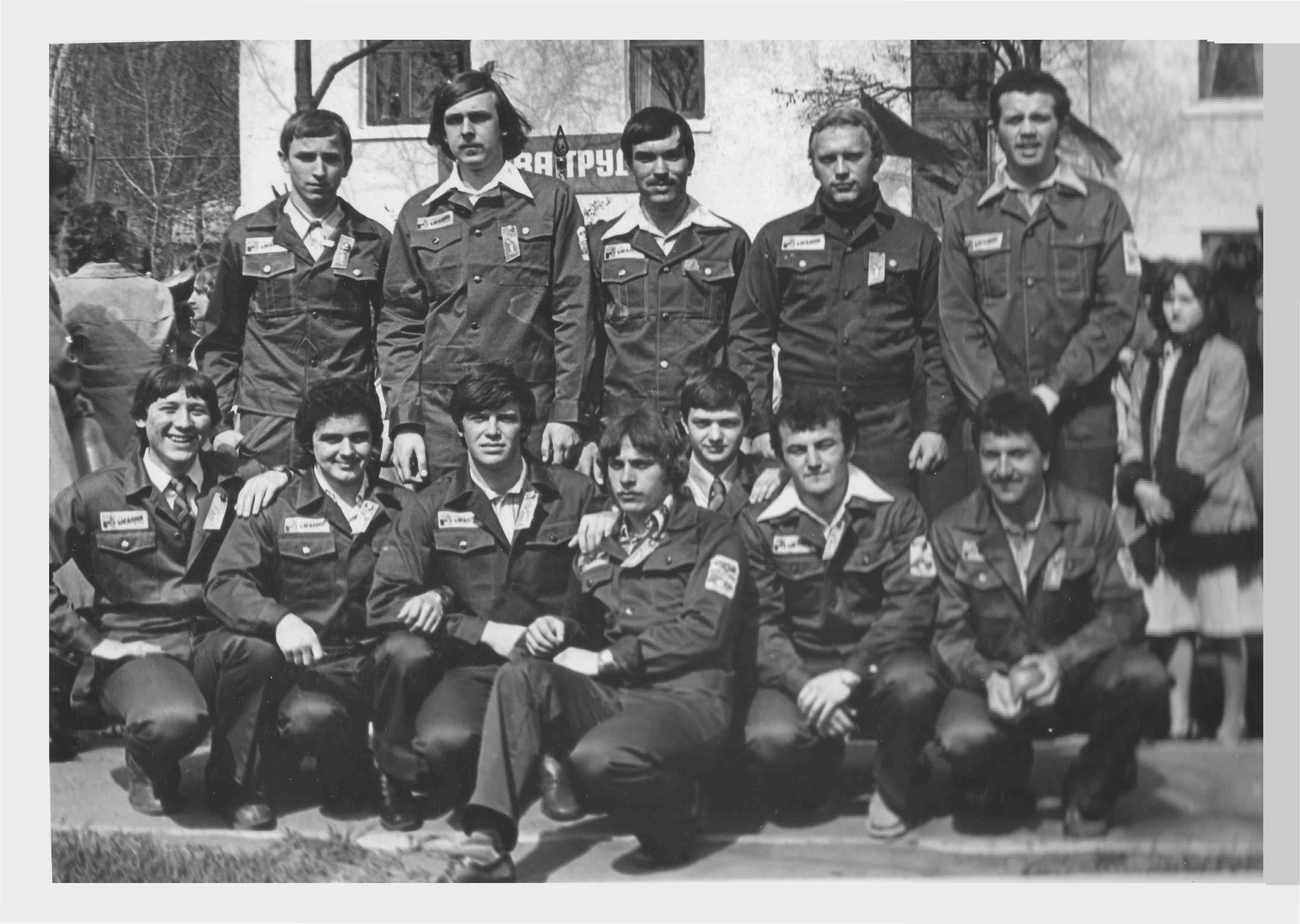
«Стахановець» за два місяці до відправлення в Перегрьобне, 1979

У 1930—1940 роки Перегрьобне стає місцем для заслання політв'язнів. У середині 1970-х починається будівництво газокомпресорної станції. Зараз Перегрьобнінське лінійне виробниче управління магістральних газопроводів (ЛВУ МГ), утворене 18 травня 1978 року, обслуговує газопроводи Надим—Пунга, Уренгой—Петровськ, Уренгой—Новопсков. Будується новий цех на ділянці ПРТО (Північні райони Тюменської області) — Торжок.
У 1970—1980 роки Перегрьобне було базою для студентського загону «Стахановець» Стахановського філіалу Комунарського (нині місто Алчевськ) гірничо-металургійного інституту міста Стаханов (нині Кадіївка), який працював на будівництві трубопроводу Надим—Пунга і його об'єктів.

## Навчальні і культурні заклади
У селі розташовані дитячі садки, загальноосвітня школа, музична школа, бібліотека, клуб, дільнична лікарня. Відкрито новий храм на честь Івана Кронштадтського, будівництво якого було започатковане 2005 року.